# Mălini
Mălini is een Roemeense gemeente in het district Suceava.
Mălini telt 7398 inwoners.